# ماراكانا (صحيفة)
ماراكانا (بالفرنسية: Maracana)‏ نسبةً لأحد الملاعب, وهي صحيفة أسبوعية رياضية جزائرية تصدر باللغة الفرنسية مختصة بـكرة القدم.

## وصلات خارجية
- المواقع الرسمية للصحافة الجزائرية